# Göran Gustavsson
Göran Gustavsson, född 2 juli 1950, är en svensk handbollsspelare. Han spelade som högersexa.

## Klubblagskarriär
Göran Gustavsson började spela handboll i IFK Karlskrona och fortsatte i den klubben till 1969. Han är vänsterhänt och spelade huvudsakligen som högersexa under sin karriär. Efter juniortiden gick han över till Flottans IF, som då var det bästa laget i Karlskrona. Studierna förde honom till Lund varför det var naturligt att ta steget över till Lugi HF 1972. Därefter spelade han fram till 1982 i allsvenskan för Lugi. Hans främsta merit blev SM-guldet med Lugi 1980. Han spelade under dessa 10 år i Lugi 155 matcher i allsvenskan och slutspel och stod för 322 mål.

## Landslagskarriär
Göran Gustavsson spelade 3 ungdomslandskamper 1969–1972 innan han debuterade i A-landslaget den 14 maj 1976 mot Danmark. Han spelade sedan åren 1976–1978 41 landskamper varav 21 vanns och 18 förlorades och 2 blev oavgjorda. Han deltog bara i en mästerskapsturnering VM 1978 och spelade då 4 matcher. Han sista landskamp blev den 21 november 1978 mot Sovjet. Han blev genom sina sammanlagt 41 landskamper Stor Grabb.

## Privatliv
Göran Gustavssons syster Ann-Britt Averbo (Gustavsson) var också en framgångsrik handbollsspelare.